# Penne (Tarn)
Penne település Franciaországban, Tarn megyében. Lakosainak száma 597 fő (2022. január 1.). Penne Castelnau-de-Montmiral, Larroque, Vaour, Bruniquel, Cazals, Montricoux és Saint-Antonin-Noble-Val községekkel határos.

## Népesség
A település népességének változása:
| Lakosok száma | 578  | 576  | 596  | 579  | 584  | 586  | 587  | 592  | 597  |
|               | 2013 | 2015 | 2016 | 2017 | 2018 | 2019 | 2020 | 2021 | 2022 |